# Fast (singolo)
Fast è un singolo della rapper italiana Anna pubblicato il 5 novembre 2020.

## Descrizione
È stato pubblicato su etichetta Universal Music Group.

## Tracce
1. Fast – 3:10